# Capidava (animal)
Capidava es un género de arañas araneomorfas de la familia Salticidae. Se encuentra en  Sudamérica. 

## Lista de especies
Según The World Spider Catalog 13.5:
- Capidava annulipes Caporiacco, 1947
- Capidava auriculata Simon, 1902
- Capidava biuncata Simon, 1902
- Capidava dubia Caporiacco, 1947
- Capidava rufithorax Simon, 1902
- Capidava saxatilis Soares & Camargo, 1948
- Capidava uniformis Mello-Leitão, 1940